# Ignác Hauschild
Ignác Hauschild, uváděn též jako Ignác Haušild, v německojazyčných pramenech Ignaz Hauschild (19. listopadu 1814 Česká Lípa – 3. prosince 1881 Merano), byl český právník a politik, v 2. polovině 19. století poslanec Českého zemského sněmu a Říšské rady.

## Biografie
Vystudoval právo na Karlo-Ferdinandově univerzitě v Praze, kde získal i titul doktora práv.
Profesí byl právník, respektive notář. V době okolo poloviny 19. století došlo ke splývání do té doby oddělených profesí advokátů a notářů. Hauschild tak byl posledním „notářem směnečným“ a od roku 1848 zároveň i advokátem. Působil v Praze. Na podzim 1850 byl členem deputace pražských právníků ve Vídni, kde žádali o sjednocení notariátů a advokatur. Jan Žák, který působil během studií jako písař v jeho právní kanceláři, vzpomínal, že Hauschild neuměl dobře česky, ale česky cítil. Byl prý velmi žoviální a bonvivant.
Během revolučního roku 1848 se zapojil do veřejného dění. Patřil mezi skupinu právníků, kteří se podíleli na činnosti Národního výboru. Před zemskými volbami v Čechách roku 1848 byl vyslán jako komisař pro řízení voleb v okrese Mšeno a Doksy (volby sice proběhly, ale zemský sněm se nikdy nesešel). Ve volbách roku 1848 byl ovšem sám zvolen na rakouský ústavodárný Říšský sněm. Zastupoval volební obvod Vysoké Mýto v Čechách. Uvádí se jako doktor práv. Patřil ke sněmovní pravici. Během úvodní schůze parlamentu byl zvolen zapisovatelem. Na Říšském sněmu se aktivně zapojoval do debat, zejména na téma volebního práva a jazykových otázek. V září 1848 podpořil v rozpravě návrh, aby na žádost deseti poslanců bylo vždy umožněno před hlasováním přednést text návrhu, o kterém se má hlasovat, i v jiné než německé řeči. Po vypuknutí říjnové revoluce ve Vídni z hlavního města monarchie spolu s dalšími poslanci slovanské pravice odešel.
Po obnovení ústavního života počátkem 60. let 19. století se zapojil do zemské a celostátní politiky. V zemských volbách v Čechách v roce 1861 byl zvolen v městské kurii (obvod Hradec Králové – Jaroměř – Josefov) do Českého zemského sněmu. Do voleb šel jako oficiální český kandidát, tedy s podporou českého volebního výboru (Národní strana). V této době byl rovněž poslancem Říšské rady (celostátní zákonodárný sbor), kam ho vyslal zemský sněm roku 1861 (tehdy ještě Říšská rada nevolena přímo, ale tvořena delegáty jednotlivých zemských sněmů). Zastupoval tu kurii měst a průmyslových míst, obvod Hradec Králové – Jaroměř – Josefov.
Roku 1861 byl též zvolen do sboru obecních starších v Praze. Roku 1862 se stal II. městským radou. Pak složil poslanecký mandát. Ke sklonku života se již neúčastnil politického dění, ale stále patřil k nejvyhledávanějším pražským advokátům.
Po jeho smrti převzal jeho advokátní kancelář syn Karl (1844–1897).